# Jerzy Cukierski
Jerzy Cukierski (ur. 25 lutego 1955 w Kielcach) – polski menedżer, inżynier i samorządowiec, w latach 1990–1994 prezydent Skarżyska-Kamiennej.

## Życiorys
W 1980 ukończył studia z inżynierii mechanicznej na Politechnice Gdańskiej, zdał także egzamin dla członków rad nadzorczych spółek Skarbu Państwa. Pracował jako konstruktor w Stoczni Gdynia, następnie jako kierownik działu w Szydłowieckiej Spółdzielni Pracy i wicedyrektor Zakładu Części Hamulcowych w Skarżysku-Kamiennej.
W 1990 i 1994 wybierany radnym rady miejskiej Skarżyska-Kamiennej. Od 19 czerwca 1990 do 28 listopada 1994 roku pełnił funkcję prezydenta miasta. W 1994 ubiegał się o reelekcję, jednak pokonał go Sylwester Miernik wywodzący się z jego własnego komitetu. Zasiadał w radach nadzorczych spółek komunalnych, był także dyrektorem i prokurentem w Świętokrzyskiej Agencji Rozwoju Regionu. W kolejnych latach zajmował stanowiska prezesa zarządu w różnych przedsiębiorstwach, m.in. Przedsiębiorstwie Budownictwa Ogólnego w Radomiu, Zakładach Mechanicznych „PZL-Wola”, H. Cegielski – Fabryce Pojazdów Szynowych, Fabryce Form Metalowych „Formet” w Bydgoszczy i kopalni kwarcytu w Łącznej. W 2006 z ramienia lokalnego komitetu został radnym powiatu skarżyskiego. Później był doradcą prezydenta Romana Wojcieszka, kierował skarżyskim inkubatorem przedsiębiorczości. W 2016 objął funkcję dyrektora Chemar SA.